# Johannes Scherbeck
Johannes (Jacobi) Scherbeck, auch dänisch Skierbeck, lateinisch Scerbecius, Sc[h]erbetius, Schirbecius, (* 1553 in Scherrebek (heute: Skærbæk); † 27. Juni 1633 in Lübeck) war ein Arzt.

## Leben und Wirken
Johannes Jacobi Scherbeck war ein Sohn des Scherrebeker Pastoren Jakob Lauritzen (Jacobus Laurentii), der am 12. März 1598 starb. Er besuchte die Lateinschule in Ripen, an der er die Grundlagen von Grammatik, Rhetorik und Logik lernte. Danach besuchte er die Artistenfakultät der Universität Kopenhagen und lernte dort wahrscheinlich Niels Hemmingsen kennen. Er plante wohl ursprünglich, dem Beispiel seines Vaters zu folgen und Pastor zu werden. Aufgrund der zunehmenden Konflikte zwischen orthodoxen Lutheranern und den Philippisten, die zu Berufsverboten führen konnten und auch seine Familie beeinflussten, sah er davon ab. In seinem Testament berichtete er von tiefen Zerwürfnissen. Quellen nennen zumindest einen offensichtlichen Konflikt: Sein Bruder Andreas Jacobi studierte Theologie an der orthodox lutherischen Universität Rostock, wurde nach langem Studium 1586 Adjunkt und 1598 Nachfolger seines Vaters als Pastor.
Johannes Scherbeck hingegen zeigte sich als bekennender Philippist und stand in Kontakt mit dem reformierten Theologen Theodor Beza. Dies ist einem Stammbuch zu entnehmen, das Scherbeck von 1579 bis 1583 für seine „peregrinatio academia“ führte und das sich heute in der Königlichen Bibliothek Kopenhagen befindet. Das Stammbuch dokumentiert, dass Scherbeck auf seiner Reise über Preßburg nach Italien und in die Schweiz im Jahr 1580 mit vielen führenden schweizerischen Protestanten zusammentraf, darunter Rudolph Gwalther, Petrus Boquinus oder Johann Jakob Grynäus. Während der Rückreise aus der Schweiz traf er Justina Schwartzerdin, eine Nichte Philipp Melanchthons, die die einzige Frau war, die in Scherbecks Stammbuch zu finden ist. Im Juni 1580 schrieb sich Scherbeck an der Universität Wittenberg ein und beendete das Studium vier Monate später als Magister. 1581/82 lebte er längere Zeit in seiner Heimat und traf in Roskilde den kurz zuvor seines Amtes enthobenen Niels Hemmingsen. Dabei dürfte er erkannt haben, dass Philippisten in Dänemark nicht geduldet und in seiner Heimat keine Zukunft als Theologen haben würden. Danach sprach er mit dem Medizinprofessor Anders Lemvig, der ihn dazu bewegt haben könnte, Medizin zu studieren.
Nach dem Studium war Scherbeck als Hofmeister der Adelsfamilie Barnekow tätig und konnte so 1583 gemeinsam mit dem Junker Christian Barnekow eine Grand tour antreten. Scherbeck und Barnekow gingen zuerst in die Schweiz, wo sich Scherbeck 1583 an der Universität Basel einschrieb. Danach reisten sie weiter über Frankreich nach London, wo sie 1584 ankamen. Nach einem Aufenthalt in den Niederlanden blieben sie zwei Jahre in England, Schottland und Irland. 1587/88 reisten sie durch Deutschland nach Italien, wo Scherbeck sich 1588 in Siena immatrikulierte. Danach unternahm Scherbeck mit Barnekow und den Brüdern Jacob und Mogens eine äußerst teure Reise in den Mittelmeerraum. Diese führte 1588/89 von Italien nach Griechenland, Konstantinopel, Kleinasien, Jerusalem und Ägypten. Scherbeck berichtete darüber ausführlich in einem Brief an seinen Freund und Mäzen Grynäus. Das am 15. Oktober 1589 in Padua verfasste Schreiben befindet sich heute in Basel.
Am Ende seiner Reise hielt Scherbeck  sich für längere Zeit in Padua und Venedig auf. Am 16. März 1591 schloss er das Medizinstudium mit dem Erwerb der Doktorwürde in Basel ab. Der fränkische Dichter Paulus Melissus schrieb zu diesem Anlass ein Lobgedicht, aus dem hervorgeht, dass Scherbeck die Baseler Paracelsisten Theodor Zwinger und Leonhard Thurneisser nahestand, die in seinem Stammbuch zu finden sind. Diese beschäftigten sich insbesondere mit Paracelsus‘ Heilmittellehrer und bemühten sich darum, diese mittels Chemiatrie zu beweisen.
Scherbeck tauschte sich 1594 mit einem Kollegen aus und schrieb über seine Bemühungen, gegen Nierensteine durch selbst hergestellten „spritum salis nitri“ (Salpetergeist) vorzugehen. Zeitgenossen gaben ihm daher die Titel „Medicus et chymicus“ oder „Philosophus et chemiatros“. In seiner Disputation von 1591 beschäftigte er sich mit mehreren ärztlichen und philosophischen Themen und zeigte sich dabei als völliger Paracelsist. Er verfasst 38 Thesen, in denen er jegliche Dogmatiken, Autoritätsgläubigkeit und Orthodoxie unter Philosophen und Wissenschaftlern ablehnte.
1591 eröffnete Scherbeck eine eigene Praxis in Lübeck, die ihm Ansehen und Reichtum einbrachte. Er behandelte unter anderem Sebastian Meier. Er erhielt Besuche von zahlreichen Reisenden und Gelehrten und schrieb sich in deren Stammbücher ein. Dazu gehörten 1614 David von Mandelsloh oder 1618 Joachim Morsius. Zu seinen Freunden gehörte Stadtphysikus Johann Heinrich Meibom. Im Jahr 1628 schrieb er sein Testament, in dem er in Anlehnung an seinen eigenen Werdegang in Form einer theologischen Abhandlung das Leben als Pilgerreise schilderte. Dabei verwendete er zeitgenössisches Reisegepäck wie Kleidung, Zehrgeld, Wechselbriefe, Medikamente oder Reiselizenzen als Beispiele und schilderte, diese als Vergleiche heranziehend, wie sie im geistlich-theologischen Sinne dem Pilger helfen könnten, sich für das ewige Leben zu präparieren. Weitere Werke seinerseits sind nicht bekannt.
Nach seinem Tod erinnerte bis zum frühen 20. Jahrhundert ein Epitaph an der Lübecker Jakobikirche an Scherbeck. Heute ist hiervon nur der Text bekannt, der davon berichtete, dass Scherbeck „mit knapp achtzig Jahren, lebenssatt und am Ende seines irdischen Schauspiels angelangt […], nicht ungern von der Bühne des Lebens abgetreten sei“. In der Kirche von Scherrebeck existierte von 1627 bis in die 1930er Jahre eine Steintafel, der zu entnehmen war, dass Scherbeck 500 Mark gespendet habe. Diese sollten genutzt werden, um „de kercke derin er gedöfft Inwendig zum vermalen und stafferen“.
Scherbecks Stammbuch „Album amicorum“ wurde in den 1970er Jahren wiederentdeckt und für die Stammbuchforschung genutzt. Im Rahmen des Geburtstags von Paracelsus im Jahr 1994 erschienen Würdigungen über Scherbecks Leben und Werk aus Sicht der Medizingeschichte.
Seit 2003 gibt es eine Johannes-Scherbeck-Straße im Hochschulstadtteil im Lübecker Stadtteil St. Jürgen.